# Archichlora
Archichlora is een geslacht van vlinders van de familie spanners (Geometridae), uit de onderfamilie Geometrinae.

## Soorten
- A. alophias Herbulot, 1954
- A. altivagans Herbulot, 1960
- A. ambrimontis Herbulot, 1960
- A. andranobe Viette, 1978
- A. ankalirano Viette, 1975
- A. ansorgei (Warren, 1901)
- A. antanosa Herbulot, 1960
- A. bevilany Viette, 1978
- A. chariessa Prout, 1925
- A. devoluta (Walker, 1861)
- A. engenes Prout, 1922
- A. epicydra Prout, 1938
- A. florilimbata Herbulot, 1960
- A. griveaudi Viette, 1978
- A. hemistrigata (Mabille, 1900)
- A. herbuloti Viette, 1978
- A. ioannis Herbulot, 1954
- A. jacksoni Carcasson, 1971
- A. majuscula Herbulot, 1960
- A. marcescens Warren, 1904
- A. marginata (Warren, 1902)
- A. monodi Viette, 1975
- A. nigricosta Herbulot, 1960
- A. pavonina Herbulot, 1960
- A. petroselina Herbulot, 1960
- A. phyllobrota (Holland, 1920)

- A. povolnyi Viette, 1975
- A. pulveriplaga (Warren, 1898)
- A. rectilineata Carcasson, 1971
- A. sangoana Carcasson, 1971
- A. soa Viette, 1971
- A. sola Herbulot, 1960
- A. stellicincta Herbulot, 1972
- A. subrubescens Herbulot, 1960
- A. triangularia (Swinhoe, 1904)
- A. tricycla Herbulot, 1960
- A. trygodes Prout, 1922
- A. vieui Herbulot, 1960
- A. viridicrossa Herbulot, 1960
- A. viridimacula Warren, 1898